# Vertagopus pseudocinereus
Vertagopus pseudocinereus is een springstaartensoort uit de familie van de Isotomidae. De wetenschappelijke naam van de soort is voor het eerst geldig gepubliceerd in 1975 door Fjellberg.